# Putschversuch auf den Philippinen vom 24. Februar 2006

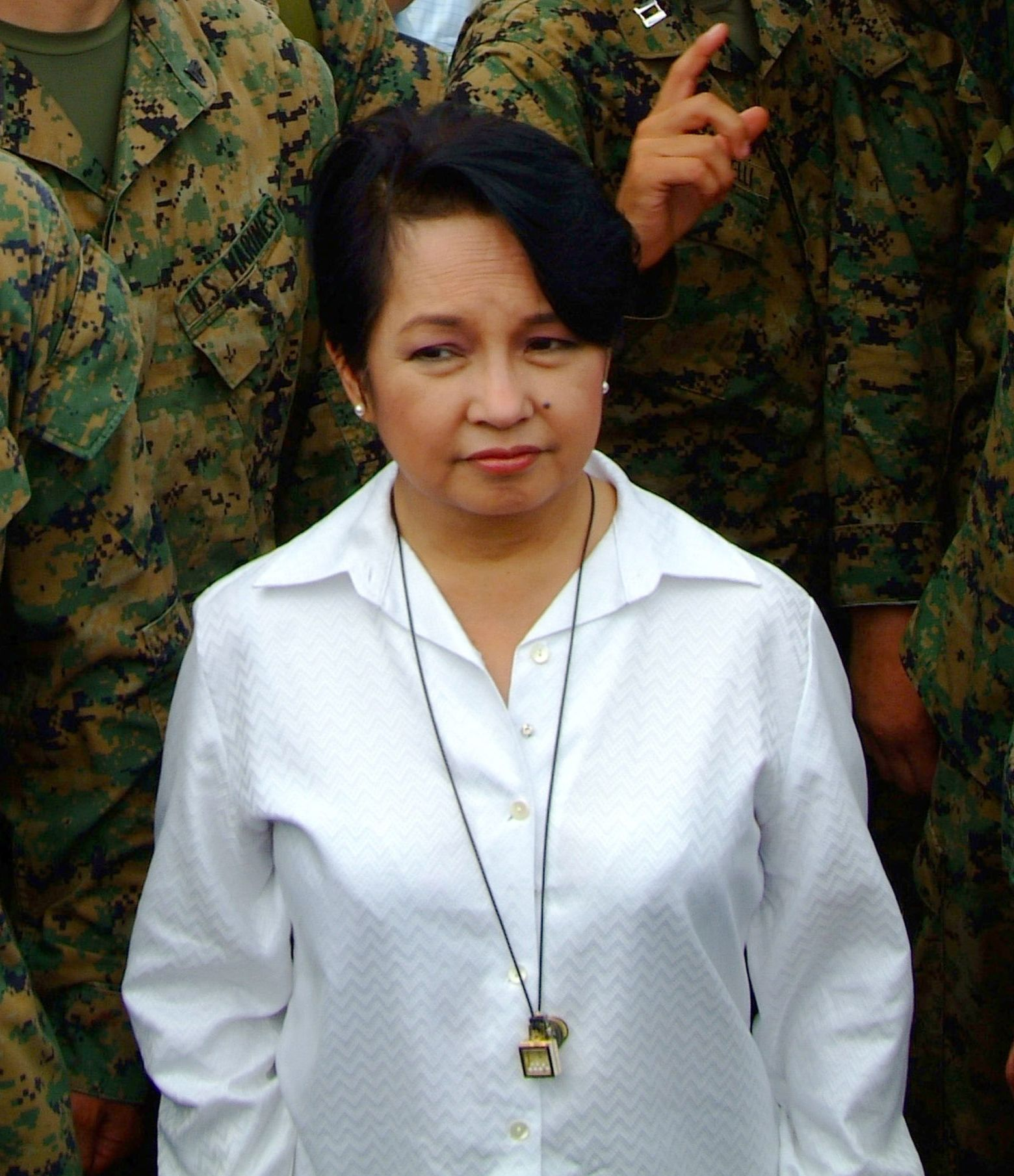
Philippinische Präsidentin Gloria Macapagal Arroyo, Februar 2006

Der Putschversuch auf den Philippinen am 24. Februar 2006 war ein Versuch von militärischen Einheiten der philippinischen Streitkräfte, Präsidentin Gloria Macapagal Arroyo abzusetzen. Sicherheitskräfte konnten den Versuch jedoch vereiteln. Da es keine unabhängigen Bestätigungen des Vorfalls gibt, bleiben die genauen Umstände des Putschversuches umstritten.
Der Kommandeur der Spezialeinheiten, Brigadegeneral Danilo Lim, wurde als Anführer des Putsches festgenommen. Neben ihm wurden 16 weitere Personen, unter anderem Anführer der Opposition, im Zusammenhang mit dem vorgeworfenen Putschversuch verhaftet.
Die Präsidentin verhängte im Laufe des Putsches den Notstand, der die Verfassung in Teilen außer Kraft setzt. Diese Maßnahme wurde von Senatoren und Menschenrechtsverbänden jedoch scharf kritisiert und Arroyo wurde verdächtigt, mit dieser Maßnahme Kritiker und Oppositionelle ausschalten zu wollen. Während des Notstandes wurden mindestens 50 Personen verhaftet.
Am 3. März wurde der Notstand aufgehoben, da die Gefahr eines Putsches aufgehoben sei.

## Hintergrund
Am 25. Februar 1986 war der Diktator Ferdinand Marcos gestürzt worden. Diktator Marcos hatte die Philippinen lange Zeit unter Kriegsrecht regiert. Am 24./25. Februar 2006 waren Demonstrationszüge und Feierlichkeiten zum 20. Jahrestag seines Sturzes geplant.
Präsidentin Arroyo war am 20. Januar 2001 nach tagelangen Unruhen gegen den angeblich in einen Korruptionsskandal verwickelten damaligen Präsidenten Joseph Estrada als dessen Stellvertreterin an die Macht gekommen. Doch schon 2003 hatten Offiziere gemeutert und auch ihrer Regierung Korruption sowie Manipulation des Terrors im Lande vorgeworfen. Bei offiziellen Wahlen im Jahr 2004 war Arroyo trotz massiver Wahlfälschungen im Amt bestätigt worden. Im Juni 2005 kam es zu Vorwürfen des Wahlbetrugs. Ein Amtsenthebungsverfahren durch die Opposition konnte jedoch von Arroyos Regierungspartei vereitelt werden.
Ihr Ehemann Jose Miguel Tuason Arroyo floh kurz darauf wegen Korruptionsvorwürfen in die USA. Dies führte zu einer Stimmung gegen Arroyo in der Bevölkerung.
Der Wahlbetrug 2004 ist nach westlichen Maßstäben nicht zu bestreiten: In einzelnen Bezirken bekamen Arroyo-Gegner 0 Stimmen, in Cebu waren bei einer Nachprüfung reihenweise Stimmen nur von der gleichen Handschrift ausgefüllt, Behinderung von Nachprüfungen, bei der Wahl selbst Stimmenkauf (5 Dollar/Stimme, was vielfach einen mehrfachen Tagesverdienst bedeutete), Agrarfonds wurden zur Bestechung von Gouverneuren missbraucht, der mutmaßliche Wahlfälscher Garci (vom gleichnamigen Skandal) verschwand mysteriöserweise einige Zeit, mittlerweile wird gegen ihn ermittelt wegen Passfälschung usw.
Der angebliche Putschversuch diente allerdings offensichtlich dazu, die Opposition einzuschüchtern. General Lim wurde ohne Anklage in einem Gefängnis ohne Wasser und Strom monatelang festgehalten.
Arroyo fürchtete offensichtlich, am Jahrestag des Sturzes des Diktators F. Marcos selbst von den verarmten Bevölkerungsmassen gestürzt zu werden.
Dabei dürfte ihr die Anwesenheit amerikanischen Militärs bei einer Übung in Mindanao die nötige Sicherheit gegeben haben, dass die weniger korrupten Teile des Militärs, die ihren Rücktritt fordern, keinen wirklichen Putsch vornehmen werden.
Für den 1. Mai will sie an ihrer Anordnung zum vorbeugenden, auch gewaltsamen Vorgehen von Militär und Polizei, trotz gegenteiliger Anordnung des obersten Gerichts festhalten. Etwa 5000 Soldaten sind aufgeboten.
Die oppositionelle Presse weist auf  Widersprüche hin bei der Auffindung von Granaten durch Sicherheitskräfte, die diesmal der Abu-Sayyaf-Rebellen zugeschrieben werden.

## Verlauf des Putschversuches
Um 00:00 Uhr am 24. Februar wurden Fahrzeuge des Militärs beobachtet, die in das Fort Bonifacio in Taguig City, Metro Manila, fuhren. Um 02:00 Uhr fuhren weitere Fahrzeuge zum Camp Aguinaldo, dem militärischen Hauptquartier, an der „Epifanio de los Santos Avenue“ (EDSA) in Manila. Brigadegeneral Danilo Lim, weitere Offiziere und ein prominenter Kolumnist des „Inquirers“ wurden festgenommen.
Angeblich hätten sie geplant, am 25. Februar mit rund 200 Soldaten gewaltsam die Präsidentin zu stürzen. Eine unabhängige Bestätigung der Vorwürfe gab es nicht. Arroyo sagte, dass sich die Teile der Armee mit den Kommunisten (deren Partei auf den Philippinen verboten ist) zusammengeschlossen hätten, um an die Macht zu kommen.
Nach im Juli 2006 bekanntgewordene Einzelheiten (u. a. ein Video-Mitschnitt mit General Lims Rede) scheint General Lim der Präsidentin lediglich die Unterstützung entzogen zu haben. Er fragte seinen eigenen Angaben gemäß seinen Vorgesetzten um die Erlaubnis, an einer großen Demonstration gegen die Regierung teilnehmen  zu dürfen.
Andererseits existierten in der Gruppe offensichtlich Pläne für den Fall eines Rücktritts der Präsidentin.

## Folgen

### Notstand
Arroyo ließ daraufhin den Notstand verhängen, der grundlegende Rechte der Verfassung einschränkt. So können Personen willkürlich verhaftet und Demonstrationen verboten werden.
Der Chef der Streitkräfte, General Generoso Senga, sicherte am gleichen Tag der Präsidentin die Unterstützung der Armee zu und bat die Bevölkerung auffällige Truppenbewegungen zu melden, da die Gefahr noch nicht vollkommen überwunden sei. Verschiedene Senatoren forderten Armee und Polizei auf, den Ausnahmezustand nicht durchzusetzen, da er illegal sei. Auch die christlichen Kirchen lehnten sich gegen den Ausnahmezustand. Es wurde angekündigt, die Verfassungsmäßigkeit des Notstandes vom Obersten Gericht prüfen zu lassen.
Am Montag dem 27. Februar verlängerte Arroyo den Notstand, nachdem Marineinfanteristen am Sonntag gestreikt hatten. Am 3. März hob sie den Notstand auf.

### Auflösung von Demonstrationszügen und Verhaftung von Oppositionellen
Als Folge des Ausnahmezustandes wurden alle Demonstrationszüge verboten, die zum 20. Jahrestages des Sturzes von Marcos angemeldet wurden. Von den Demonstrationszügen waren einige konkret gegen die Politik Arroyos gerichtet. Eine Demonstration von 5000 bis 9000 Teilnehmern an dem Platz, an dem der Putsch vor 20 Jahren gestartet war, wurde von der Polizei gewaltsam aufgelöst.
Die Polizei verhaftete am 25. Februar zahlreiche Oppositionelle, wie Crispin Beltran, Vorsitzender eines linksgerichteten politischen Bündnisses. Insgesamt wurden rund 50 Personen verhaftet. Fünf linksgerichtete Abgeordnete waren ihrer Verhaftung entgangen, in dem sie in das Abgeordnetenhaus geflohen waren. Die Haftbefehle wurden Mitte April von einem Gericht in Manila für unbegründet und unzulässig erklärt.
Die regierungskritische Tageszeitung „Daily Tribune“ wurde unter Aufsicht der Polizei gestellt. Noch Ende April wurde ein Journalist von Times Magazine auf Veranlassung des Justizministers wegen eines Berichtes zum Ausnahmezustand  auf die Schwarze Liste der Einwanderungsbehörde gesetzt.